# Brooks-Nunatak
Der Brooks-Nunatak ist ein 1615 m hoher und isolierter Nunatak im westantarktischen Queen Elizabeth Land. In der Patuxent Range der Pensacola Mountains ragt er 10 km südwestlich des Shurley Ridge an der Südseite des Mackin Table auf.
Der United States Geological Survey kartierte ihn anhand eigener Vermessungen und Luftaufnahmen der United States Navy aus den Jahren zwischen 1956 und 1966. Das Advisory Committee on Antarctic Names benannte ihn 1968 nach Robert E. Brooks, Biologe auf der Amundsen-Scott-Südpolstation im antarktischen Sommer zwischen 1966 und 1967.